# نیل کمبل
نِیل آلیسون کمپبل (انگلیسی: Neil Allison Campbell؛ ‏تلفظ نام‌خانوادگی: ‎/ˈkæmbəl/‎) دانشمند زیست‌شناس آمریکایی بود که بیش‌تر به واسطهٔ کتاب درسی‌اش، زیست‌شناسی (Biology) شناخته شده‌است. این کتاب نخستین بار در سال ۱۹۸۷ منتشر شد و اکنون به چاپ دوازدهم رسیده‌است. کتاب مذکور در سطح بین‌الملل مشهور است و تا کنون به بیش از ۹ زبان زنده دنیا ترجمه شده‌است. به گفته پیرسون و بنجامین کامینگز، ناشران کتاب‌های کمپبل، از زمان معرفی کتاب "Biology" در سال ۱۹۸۷، در حدود ۷۰٪ زیست‌شناسان، پزشکان، بیوتکنولوژیست‌ها و در حدود ۱۰۰٪ از معلمان زیست‌شناسیِ زیر ۴۰ سال، کتاب "Biology" را به عنوان کتاب درسی خود انتخاب کرده‌اند. در بخش دانش‌آموزی نیز تخمین زده می‌شود که هر ساله بیش از نیم میلیون دانش‌آموز در سطح دبیرستان و پیش‌دانشگاهی از آن استفاده کنند.
کمپبل بیش از ۳۰ سال در دانشگاه‌های کرنل، کالیفرنیا (ریورساید) و کالج‌های سن برناردینو والی و پومونا تدریس کرد. وی چند جایزه هم دریافت کرد؛ از جمله جایزهٔ فارغ‌التحصیل ممتاز از دانشگاه کالیفرنیا (ریورساید) در سال ۲۰۰۱ و جایزهٔ استاد ممتاز از کالج سن برناردینو والی در سال ۱۹۸۶.
کمپبل همچنین دربارهٔ گیاهان صحرایی و ساحلی تحقیق کرد. او پژوهش دربارهٔ این‌که چگونه گیاهان خاصی در محیط‌هایی با شوری، دما و پی‌اچ مختلف سازگار می‌شوند، و نیز مطالعات دربارهٔ گیاه میموسا و دیگر حبوبات را هدایت می‌کرد.
کمپبل در ۲۱ اکتبر ۲۰۰۴، درست پس از آن که نسخهٔ دست‌نویس هفتمین ویرایش کتاب زیست‌شناسی تکمیل شد، در بیمارستان "Redland" به علت نارسایی قلبی درگذشت. وی در هنگام مرگ ۵۸ سال داشت.
پس از مرگ کمپبل، از طرف خانواده‌اش درخواست می‌شود تا به جای اهدای تاج گل، هزینه‌اش را برای کمک به بودجهٔ تحقیقاتی دانشجویانش، به حساب داشگاه کالیفرنیا واریز کنند. دانشگاه ریورساید برای گرامیداشت یاد او جایزهٔ موقوفهٔ پژوهشی نیل آلیسون کمپبل را ایجاد کرد. همچنین در سال ۲۰۱۱ گروه مؤلفین کتاب Biology، به پاس سال‌ها خدمات ارزشمند نیل کمپبل در زمینهٔ آموزش زیست‌شناسی، از ویرایش نهم، عنوان کتاب را به Campbell Biology تغییر داده‌است.